# Vigh Róza
Vigh Róza, Lustig Rozália (1843. – Székesfehérvár, 1876. március 23.) koloratúra-énekesnő, Szilágyi Béla színész felesége.

## Életútja
Lusztig Leopold kocsmáros és Blajer (Bleuer) Katalin gyermekeként született. 1850. október 20-án Ürömön, nyolcéves korában áttért a katolikus vallásra. Előbb a Pesti Városi Német Színház tagja volt. 1864. január 5.-én mint a Budai Népszínház tagja mutatkozott be az Ördög piluláiban. Ez év június havában volt a házassága Szilágyi Bélával egy Pest melletti faluban. Ezután vidéken aratta sikereit, így többek között 1871-ben Aradon is működött, ahol az Alföld című lap (január 11. és 13.) meleg kritikában részesítette csengő hangját. Ezután Székesfehérvárra ment, ahol nagyon kedvelték. 1873-ban Fehérváry Antal budai társulatának egyik előkelő nevű művésznője volt. Temetése impozáns méretű volt. Halálát gümőkór okozta. Koporsója felett Barátosi Jenő és Kovács Elemér mondott búcsúbeszédet. A magyar színészet nagy veszteségéről élénk tollal emlékezik meg a Székesfejérvár 1876. március 25. és 29. száma. Fivére Vígh Károly színházi karmester.